# 熔炉 (电影)
《熔爐》（韓語：도가니），是一部於2011年上映的韓國電影。影片由黄东赫導演、孔劉及鄭有美主演，劇情改編自孔枝泳所作的同名小說。

## 劇情大綱
來自首爾的美術教師姜仁浩到霧津的聾啞學校就任。姜仁浩的妻子在一年前過世，而他那有哮喘病的女兒都由母親照顧。姜仁浩對教育充滿熱情，但孩子們都顯得很冷漠，且無意和姜仁浩交流。在姜仁浩鍥而不捨地表現出關心後，孩子們才向他敞開心扉，但他也發現學生們長期暗中忍受校長和教師和行政人員的性侵害和暴力虐待。
姜仁浩決定為孩子伸張正義，揭露學校犯下的罪行，並與人權組織成員徐幼真合作，但兩人很快意識到校長和老師都協助掩蓋這些犯行，而警察和舍監也是共犯。被告找來的律師是法官出身，依據韓國法律界的潛規則「前官禮遇」，這類律師在進行第一次的訴訟時，法官會因尊重前輩而判其勝訴。除此之外，被告還多次說謊或當庭羞辱被害人。後來被告都被輕判，他們開心地到酒店聚會，高歌慶祝。
朴寶賢（性侵教師之一）離開聚會回家時，在路上遇見全民秀（受害者之一）。朴寶賢打算帶他回家並再次強暴他，全民秀持刀捅向朴寶賢的腹部，兩人在鐵軌上扭打，當火車迎面駛來時，全民秀死命地抓著他，和強姦自己的仇人同歸於盡。
姜仁浩、徐幼真等人等人在路上為全民秀哀悼，警方宣稱他們的行為是非法集會，但因為這些人多數是聾啞人士。警方無法和他們溝通，便出動噴水車以高壓水柱強制驅離民眾。姜仁浩舉著全民秀的遺照，在水柱下反覆高呼「這個男孩聽不到也不能說話，這個孩子叫民秀」，之後姜仁浩遭警方逮捕，遺照被人一腳踩過。
電影以徐幼真的電子郵件結尾，郵件訊息是向姜仁浩報告孩子們的近況。
如同電影中所說的經典台詞：「我們一路奮戰，不是為了去改變世界，而是為了不讓世界改變我們。」

## 與小說不同之處
- 影片中仁浩的妻子早逝，而在小說中，是妻子託關係才讓仁浩得以來到霧津擔任教師。
- 影片中仁浩和徐幼真是因為修車認識，而在小說中兩人是大學前後輩的關係。
- 影片中的男孩全民秀，在書中並沒有死亡。
- 影片中的金妍斗在書中並非孤兒，雖然最後妍斗的父親生病逝世，不過在開庭期間，父母一直協同作戰。

## 演員陣容
| 演員   | 角色                   |
| ------ | ---------------------- |
| 孔劉   | 姜仁浩                 |
| 鄭有美 | 徐幼真                 |
| 金賢秀 | 金妍斗                 |
| 鄭仁瑞 | 陳琉璃                 |
| 白承煥 | 全民秀                 |
| 張光   | 校長兄弟李江碩／李江福 |
| 金珉賞 | 朴寶賢                 |
| 林賢成 | 英勳                   |
| 金姝怜 | 潤慈愛                 |
| 崔鎮鎬 | 孩子們的辯護律師       |
| 嚴孝燮 | 姜刑警                 |
| 全國煥 | 黃律師                 |
| 崔鎮鎬 | 檢察官                 |
| 金志映 | 仁浩的母親             |
| 金智怜 | 仁浩的女兒素利         |
| 南明烈 | 金正友教授             |

## 書籍
| 年份   | 書名                 | 作者        | 譯者   | 出版社   | ISBN               |
| ------ | -------------------- | ----------- | ------ | -------- | ------------------ |
| 2012年 | 《熔爐The Crucible》 | [韓] 孔枝泳 | 張琪惠 | 麥田出版 | ISBN 9789861737881 |

## 票房
《熔爐》在韓國上映後票房成績優異，曾連續三周登頂韓國票房榜，並創下韓國影史「19禁」影片突破300萬觀眾的最快紀錄。在韓國電影中排名第一，連續三個星期，《熔爐》在發行首週票房78億，10週後票房達到350億韓元。
上映3周後，累計有3,743,065名觀眾在電影院觀看了此片。其中僅在10月4日一天，便有10萬4,250名觀眾觀看了影片。上映結束後，據統計共有467萬135名觀眾入場觀看了《熔爐》。

## 影響
《熔爐》在票房上取得成功的同時，也給韓國社會帶來影響。電影改編自同名小說，而小說則取材於發生在光州的真實故事。影片上映後，韓國的一些反對性暴力組織在網路上發起簽名活動，要求重新調查這起性暴力事件。韓國大法院則在接受國會法制司法委員會的國政監查時指出，現行的韓國法律對性侵的量刑標準偏低，應當重新討論制定。
由於《熔爐》的賣座，成功喚醒外界關注光州仁和聾啞學校的性侵犯及暴力對待一案，輿論壓力亦促使警方成立專責小組，重新調查案件。涉案的其中一名63歲金姓教職員曾在2006年二審中被判緩刑獲釋，但於2012年7月5日被改判入獄12年。
在中国大陆的电影评论网站豆瓣网上，其评分高达9.2分，在其250 top movies中排名20。 

## 外部連結
- 官方网站
- 官方网站
- NAVER電影 （页面存档备份，存于）
- 無聲吶喊的Facebook專頁 （繁體中文）
- 韩国电影数据库（KMDb）上《熔爐》的資料
- 互联网电影数据库（IMDb）上《熔爐》的资料（英文）
- 爛番茄上《熔爐》的資料（英文）
- 開眼電影網上《熔爐》的資料（繁體中文）
- Yahoo奇摩電影上《熔爐》的資料（繁體中文）
- 雅虎香港電影上《熔爐》的資料（繁體中文）
- 时光网上《熔爐》的資料（简体中文）
- 豆瓣电影上《熔爐》的資料 （简体中文）